# Jens Braband
Jens Ernst Braband (* 1962 in Cuxhaven) ist ein deutscher Mathematiker und Sicherheitsforscher.

## Leben
Braband war von 1987 bis 1992 an der TU Braunschweig wissenschaftlicher Mitarbeiter des Instituts für Mathematische Stochastik. 1992 promovierte er bei Rolf Schassberger über ein Thema aus der Warteschlangentheorie. Er wechselte 1993 zur Siemens AG in die Bahnsicherungstechnik.  2004 wurde er von der TU Braunschweig zum Honorarprofessor für Risiko- und Sicherheitsanalyse von Verkehrssystemen bestellt.
Braband hat in zahlreichen Veröffentlichungen Beiträge zur Sicherheitsforschung (RAMS), insbesondere zu den Grundlagen sicherer Kommunikationssysteme und Risikoanalyse, geleistet.
Für seine grundlegenden Arbeiten zur Erklärung und Behebung von Schwächen von Risikoprioritätszahlen wurde er 2007 von der  Deutschen Gesellschaft für Qualitätssicherung mit dem Walter-Masing-Preis ausgezeichnet. Diese Erkenntnisse haben in einigen Branchen zu Anpassungen der Methode geführt, in der Eisenbahn-Signaltechnik wurde mit DIN VDE V 0831-103 eine darauf aufbauende neue Methode eingeführt.

## Publikationen
- Wartezeitverteilungen für  M/M/N-Processor-Sharing-Modelle, Dissertation, TU Braunschweig, 1992.
- mit Rolf Schassberger: Random Quantum Allocation: A New Approach to Waiting Time Distributions for M/M/N Processor Sharing Queues. In: Messung, Modellierung und Bewertung von Rechen- und Kommunikationssystemen, B. Walke and O. Spaniol (Hrsg.). Aachen: Springer. pp. 130–142 (1993). ISBN 3540572015
- Waiting time distributions for M/M/N processor sharing queues. Communications in Statistics. Stochastic Models 10 (3): 533–548 (1994). doi:10.1080/15326349408807309
- Waiting time distributions for closed M/M/N processor sharing queues. Queueing Systems 19 (3): 331–344(1995). doi:10.1007/BF01150417
- Improving the Risk Priority Number Concept, Journal of System Safety, 3, 2003, 21–23
- Risikoanalysen in der Eisenbahn-Automatisierung, Eurailpress, Hamburg, 2005, ISBN 3-7771-0335-7.
- mit anderen: Die CENELEC-Normen zur funktionalen Sicherheit (inkl. CD mit Computer Based Training), Eurailpress, Hamburg, 2006, ISBN 3-7771-0353-5.
- Funktionale Sicherheit. In: Lothar Fendrich (Hrsg.): Handbuch Eisenbahninfrastruktur. Springer, Berlin u. a. 2007, ISBN 978-3-540-29581-5, S. 649–699.
- mit anderen: Compendium on ERTMS : European rail traffic management system, Eurailpress, Hamburg, 2009, ISBN 978-3-7771-0396-9.